# Jatznick
Jatznick est une commune de l'arrondissement de Poméranie-Occidentale-Greifswald, Land de Mecklembourg-Poméranie-Occidentale.

## Géographie
Jatznick se situe au nord-est du Nördlichen Höhenrückens, une moraine terminale s'étendant sur 25 km vers l'ouest. Au nord et à l'est de Jatznick, le paysage est plat (lande d'Ueckermünde, lagune de Szczecin ainsi que la tourbière du Friedländer Große Wiese). Près de Waldeshöhe, se trouve l'Aalsee, un lac de 0,8 ha.
La commune regroupe les quartiers de Blumenhagen, Belling, Groß Spiegelberg, Klein Luckow, Sandförde et Waldeshöhe.

## Histoire
Jatznick est mentionnée pour la première fois en 1354. Le lieu est habité par des Slaves qui lui donnent son nom.
En janvier 2012, les communes de Blumenhagen et de Klein Luckow, à l'est, sont fusionnés avec Jatznick.

## Économie et infrastructures
La graineterie de Jatznick est l'une des huit graineteries forestières de la région. Elle comprend un bâtiment de production, une boutique et un jardin dendrologique. Le bâtiment, datant de 1923, est inscrit comme « monument technique ».
Jatznick se situe sur la Bundesstraße 109 entre Pasewalk et Anklam et dispose d'une gare sur la ligne d'Angermünde à Stralsund.

## Personnalités liées à la commune
- Carl Ludwig Fernow (1763-1808), théoricien de l'art et bibliothécaire, né à Blumenhagen.
- Alfred Klemmt (1895-1979), philosophe du nazisme, né à Jatznick.
- Max Schmeling (1905-2005), boxeur, né à Klein Luckow.

## Jumelages
- Kargowa (ville) (Pologne)